# Дур-Шаррукин

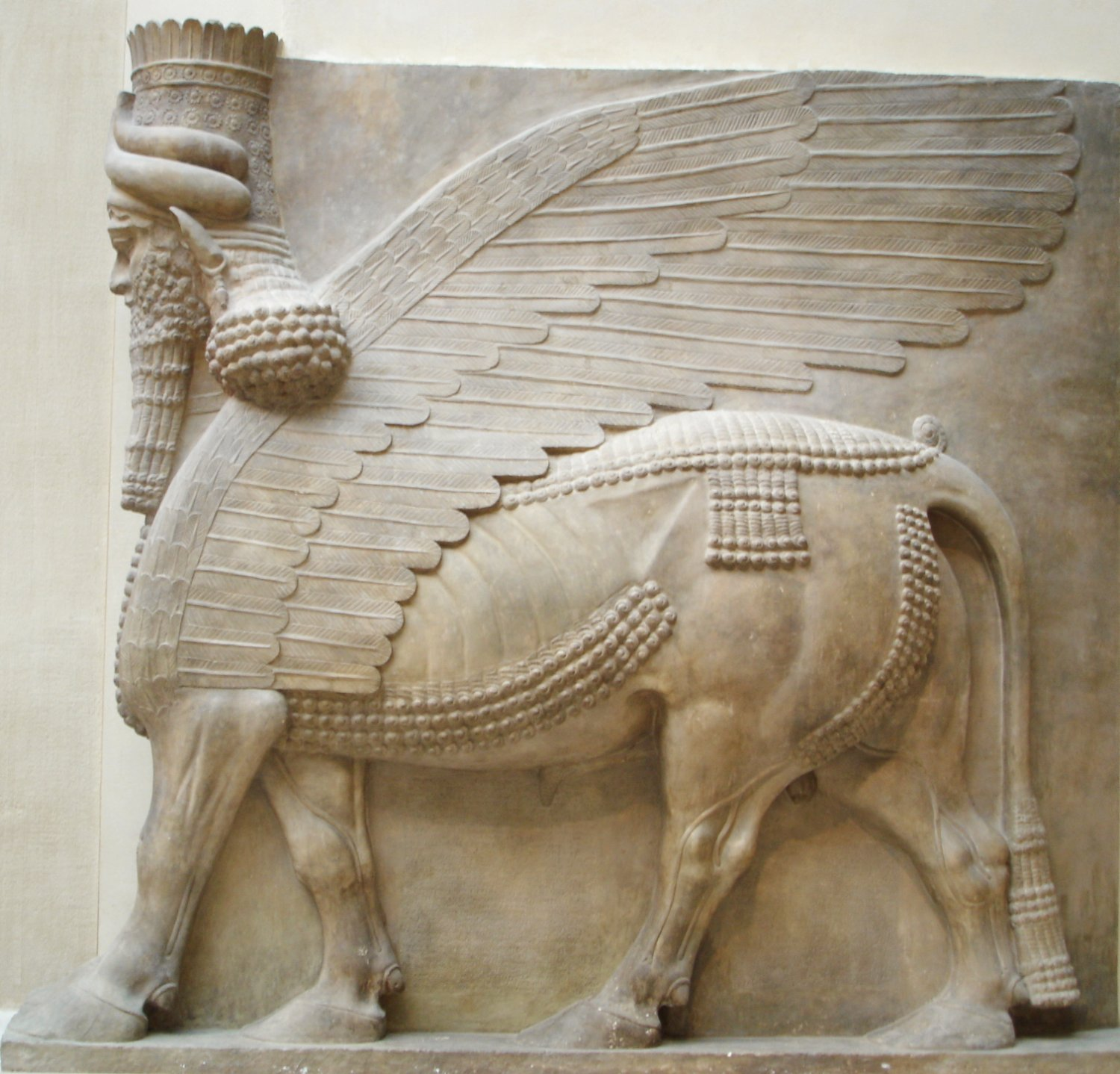
Крылатый бык с человеческой головой, найденный при раскопках. Хранится в Лувре

Дур-Шаррукин (аккад. Крепость Саргона) — столица Ассирии в последние годы правления Саргона II. Город строился по его проекту в период с 713 по 707 годы до н. э. Однако вследствие внезапной гибели царя в сражении строительство было прекращено, и столица была перенесена в Ниневию. В конце VII века до н. э. город был разрушен войсками Мидии. Ныне здесь расположено поселение Хорсабад (север современного Ирака), где до сих пор проживают ассирийцы.

## История
Саргон II был царём Ассирии в 722—705 годы до н. э. В 717 году он приказывает начать строительство новой резиденции для него в месте слияния рек Тигр и Большой Заб. В ассирийских записях того времени указано, что материалы, такие как древесина, а также рабочая сила были привлечены из далёкой Финикии. В окрестностях города были посажены сады оливкового дерева с целью увеличения производства масла. К 706 году до н. э. строительные работы прекратились. В следующем году Саргон умер в бою. Его сын Синаххериб отказался от идеи продолжить строительство и перенёс столицу обратно в Ниневию. После падения Ассирийской империи недостроенный город был разрушен.

## План города

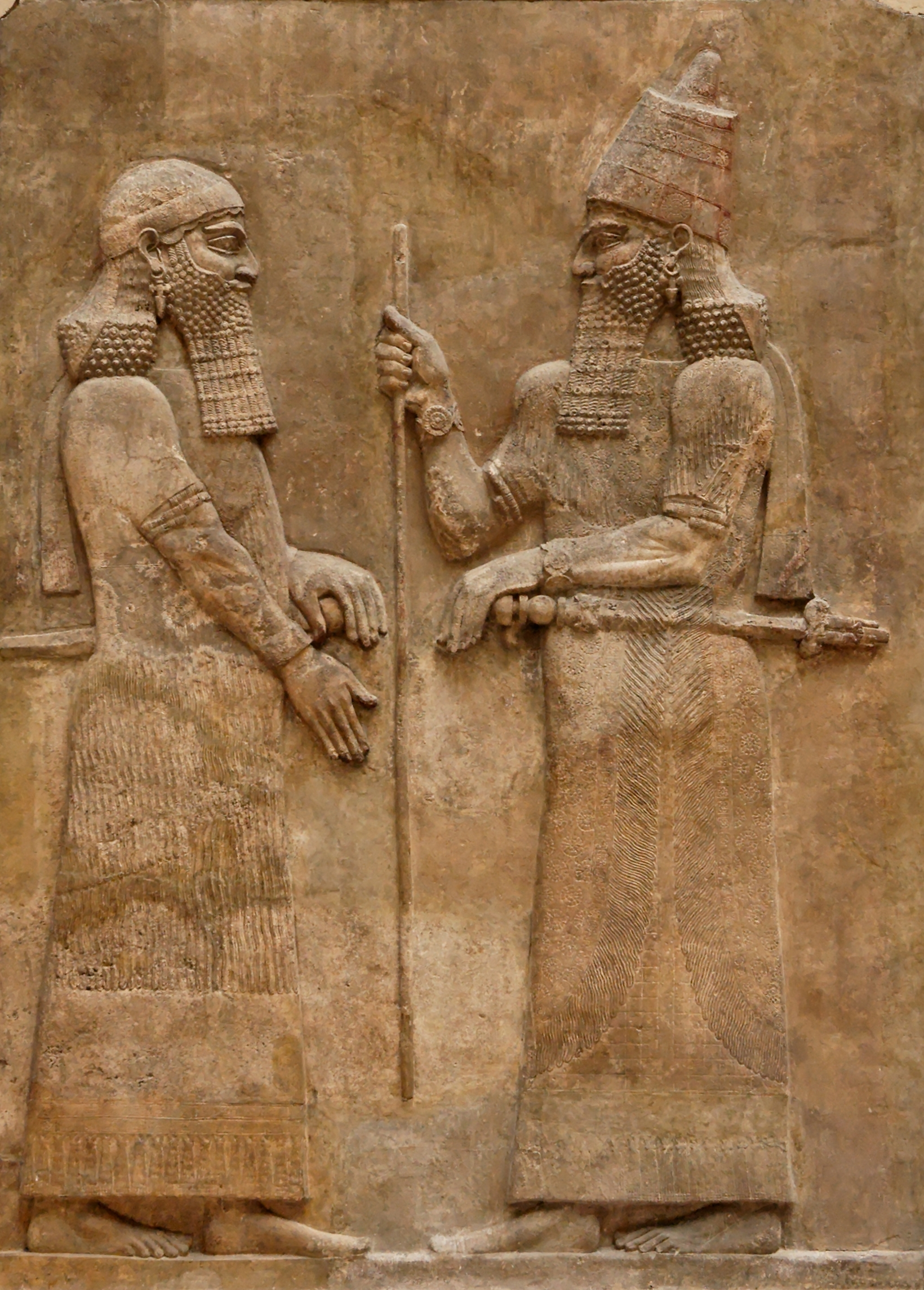
Саргон II с вельможей

Дур-Шаррукин был прямоугольной планировки со сторонами в 1760 и 1635 метров, площадью в 3 км² или 700 акров. Протяжённость стен равнялась 16 280 единицам ассирийской меры длины, что соответствовало числовому значению имени Саргон. Массивные стены города охранялись 157 сторожевыми башнями. Внутрь города вели семь ворот с разных концов. В центре находился царский дворец, рядом — храмы, посвящённые таким богам, как Набу, Шамаш, Син, и более мелкие — Ададу, Нингалу, Нинурте. Также имелся зиккурат высотой 42 метра, город украшали рельефные стены и различные скульптуры. В частности ворота «сторожили» крылатые быки шеду, вес которых доходит до 40 тонн. К городу прилегали царский охотничий парк и сад. Из сохранившейся переписки известно, что сюда были доставлены тысячи молодых фруктовых деревьев, айвы, миндаля, яблони и мушмулы.

## Раскопки
Впервые о данном месте упоминает французский генконсул в Мосуле Поль-Эмиль Ботта в 1842 году. Он полагал, что здесь размещалась библейская Ниневия. Раскопки под его руководством проводились в 1842—1844 годах. Виктор Плэйс продолжил археологические изыскания в 1852—1855 годах.
Значительная часть находок французов была утрачена вследствие двух инцидентов при транспортировке рекой. В 1853 году Плэйс попытался перевезти две 30-тонные статуи и другие материалы в Париж, однако напавшие на экспедицию пираты затопили транспортные суда. В 1855 году Плэйс и Опперт попытались перевезти более 200 ящиков с находками из Дур-Шаррукина и Нимруда, но вся эта коллекция была утеряна. То, что удалось доставить в Париж, ныне хранится в залах Лувра.
В 1928—1935 годах в Хорсабаде проводили раскопки американские археологи из Востоковедческого института Чикаго. За тронным залом ими был обнаружен большой шеду весом 40 тонн. Статуя с большим трудом была доставлена в Чикаго. Последующие раскопки проходили во дворце и храмовом комплексе.
В 1957 году к исследованию города принялись археологи Иракского Департамента Античности под руководством Фуада Сафара. Ими был обнаружен храм Сибитти.
По сообщениям местных жителей, 8 марта 2015 года боевики «Исламского государства» частично разграбили, частично уничтожили руины города.